# Sinestesia (film)
Sinestesia è un film del 2010 scritto e diretto da Erik Bernasconi, prodotto da Villi Hermann e coprodotto da Giulia Fretta per la RSI. I protagonisti sono Alessio Boni, Melanie Winiger, Giorgia Würth e Leonardo Nigro. È stato candidato ai Quartz 2010 per la miglior sceneggiatura, per la miglior attrice (Melanie Winiger) e per la miglior attrice esordiente (Giorgia Wurth). La pellicola è uscita nelle sale ticinesi il 26 marzo 2010.

## Trama
Il film racconta due momenti della vita di quattro giovani adulti confrontati con le prove del destino. Alan, sua moglie Françoise, la sua amante Michela, il suo migliore amico Igor, vivono le sfaccettature del quotidiano dopo un incidente che costringe Alan su una sedia a rotelle. Per questo la narrazione si compone, con una struttura circolare, in quattro capitoli: uno per personaggio, ognuno ispirato a un genere cinematografico. Sono quattro momenti di una stessa storia, che esplorano le emozioni dei personaggi da quattro angolature diverse. La trama si basa in larga parte sull'osservazione di fatti realmente accaduti e affronta con accenti diversi (thriller psicologico, commedia, dramma…) i temi dell'amicizia, dell'amore, dell'infedeltà e della disabilità.

## Produzione
L'idea del film è partita nel dicembre 2006, con la lettura di un trafiletto in un quotidiano. Poi nell'estate del 2007 il regista e sceneggiatore Erik Bernasconi ha vinto un concorso indetto dal Dipartimento della Cultura del Canton Ticino e dalla RSI per progetti di scrittura di film. Così Erik Bernasconi inizia a collaborare con il produttore Villi Hermann, della Imagofilm, e parte la stesura della sceneggiatura.

## Ambientazione
Il film è stato girato quasi interamente nella Svizzera italiana, a parte alcune scene girate a Lucerna e Ginevra. Le riprese hanno avuto luogo nella primavera e nell'estate del 2009.

## Riconoscimenti
- 2010 - Premio del cinema svizzero
  - Candidatura al premio Quartz per la miglior sceneggiatura